# 카를 필리프 모리츠

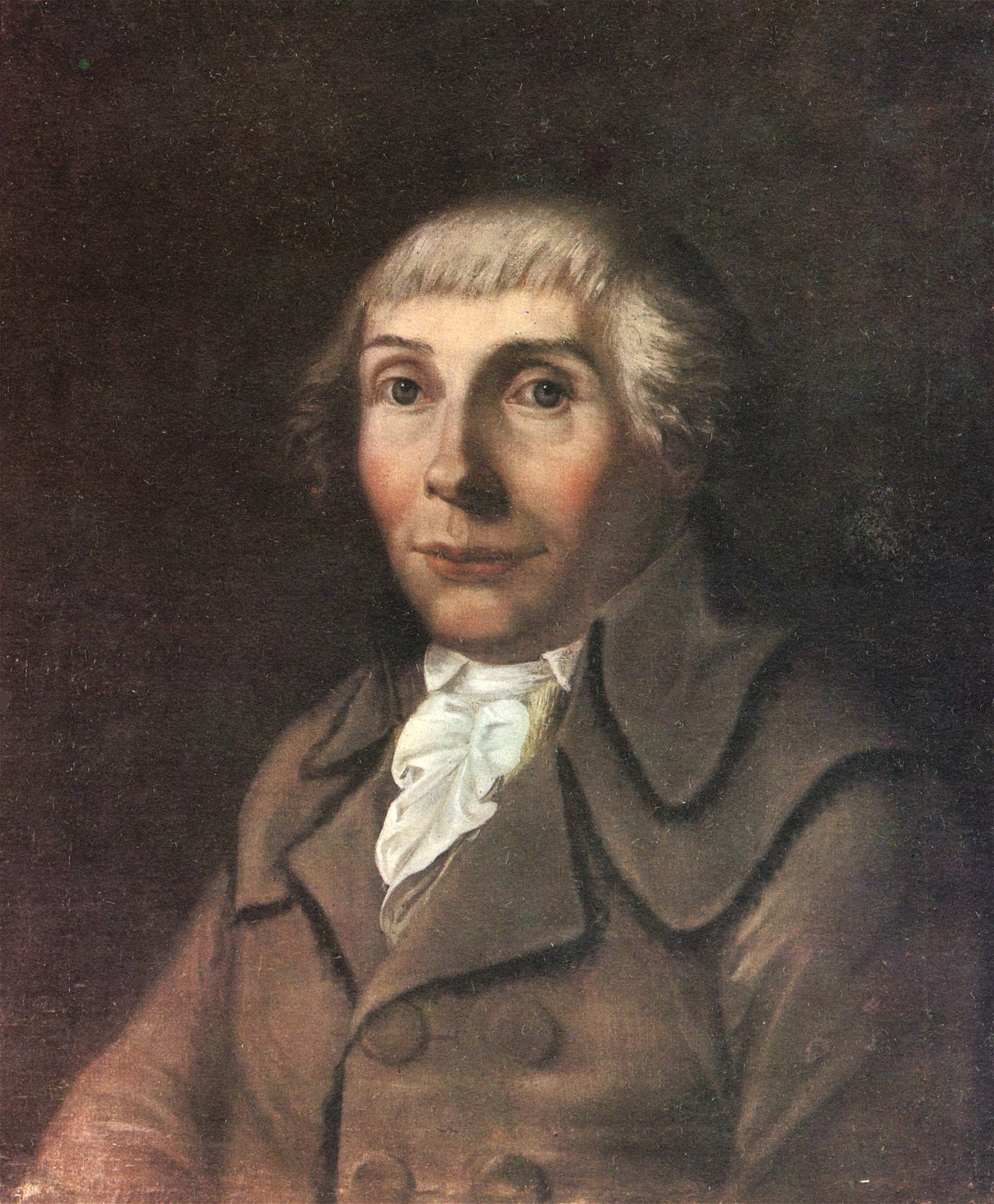
카를 필리프 모리츠

카를 필리프 모리츠(독일어: Karl Philipp Moritz, 1756년 9월 15일 ~ 1793년 6월 26일)는 독일의 작가, 편집가, 수필가이다.
군악대 음악가의 아들로 태어난 모리츠는 하멜른과 하노버에서 성장했다. 가난과 부모님의 종교적 갈등 -아버지는 광적인 경건주의자였다-때문에 그는 음울한 어린 시절을 보낼 수 밖에 없었다. 1770년 자살 미수를 한 이후에 모리츠는 1768년 시작된 모자 제조공 견습 생활을 그만두었다. 다음 해에 군종 목사의 후원으로 그는 하노버에서 김나지움을 다닐 수 있게 되었다. 1776년 에어푸르트에서 시작된 신학 공부를 마치려던 시도와 극단에 합류하려던 시도가 모두 실패했다. 비텐베르크에서 학업을 한(1777/78년) 다음 모리츠는 먼저 포츠담에서 그리고 1779년부터는 베를린에서 군인 고아원의 교사로 일을 했고, 1784년부터는 김나지움 교사로 일을 했다. 그곳에서 그는 멘델스존과 마이몬 주변에 모였던 계몽주의자들과 접촉을 했다. 문학적 성공(독일인의 영국 여행, 1783년) 이후 모리츠는 갑작스럽게 교사 생활을 그만두고 1786년 이탈리아로 여행을 떠났다. 로마에서 오랫동안 존경해왔던 괴테와의 우정이 시작되었다. 모리츠가 1789년 2월 베를린으로 동행을 했던 바이마르의 공작 칼 아우구스트가 그를 위해서 바이마르 아카데미의 순수 예술 이론 교수자리를 주선해주었다. 미학과 신학에 관한 모리츠의 강의는 커다란 여론의 반향을 얻었다. 훔볼트, 티크 그리고 바켄로더가 청중들 속에 섞여있었다. 그 사이에 질병, 정신적 개인적 문제들이 그의 작가적 성공을 어둡게 만들었다.

## 미학
모리츠 작품이 지닌 역사적 특징은 자율 미학이 현대적이고 경험적인 심리학(모리츠는 1783-89년까지 경험적 영혼 탐구에 관한 잡지를 발행했다)과 결합된 것 그리고 그 당시까지는 알려지지 않은 심리 사회학적 리얼리즘에서 개인사와 소설을 결합시킨 것(안톤 라이저, 1785-1790년) 그리고 직접적으로 낭만주의를 준비한 신비적 특징이 가득 차 있는 계몽주의적 사고 속에 존재한다.
미학적으로 중요한 생각은 그 분야에서 입증된 저서들로 한정된 것은 아니지만, 논문 미의 조형적 모방에 관해서(1788년)가 중요 저작으로 간주될 수 있다. 괴테의 말을 따르자면 이 글은 로마에서 두 사람이 나눈 대화에서 출발했다고 한다. 나중에 그는 그 글을 자신의 여행기인 이탈리아 여행에 받아들였다. "조형적 모방"개념은 이미 기본 생각을 간접적으로 보여준다. 그 개념은 예술 작품이 창조적인 추체험의 행위 속에서만 적절하게 평가될 수 있다는 사실만을 의미하지는 않는다. 모리츠가 이미 1785년 기본적으로 표현한 사고, 아름다운 것은 외부의 목적에서부터 해방된 형상으로 "그 자체 내에서 완성된 것"으로 존재한다는 사고가 전제되어 있다. "아름다운 것은 그 자체로 관찰되고 느껴지기를 원할 뿐만 아니라, 창조되기를 원한다."
그것으로써 아름다운 것을 객관적으로 해석하기 위해서 지배적인 취향 심리학과 영향 미학, 예를 들면 줄처 Sulzer의 미학에 반대되는 입장이 강조되어서 제시된다. 동시에 모리츠는 지속적으로 강조점을 변화시킴으로써 미메시스라는 교조의 구속, 예술을 자연 모방에 종속시키는 것을 깨트릴 수 있었다. 동시에 그는 아름다움의 과정적 특성으로 자연 개념 속에서도 생산원칙을 강조한다. 그는 "능동적 자연"으로서 생산하는 자연을 만들어진 "수동적 자연"보다 선호했다. 모리츠가 호가트에게서 물려받은 굴절된 혹은 휘어진 선이 미를 다룬 그의 형이상학과 연관된 모형으로 이용된다. 마치 지상적 유한성을 원근법적으로 깨뜨리는 것처럼 곡선은 원으로 상징화한 총체적인 신의 선견지명을 재현한다. 그렇게 선들은 원래는 장식적인 자아 충족 목적이라는 정신에서 태어난 자율 미학을 분명하게 드러내는 것만이 아니다. 그것은 형이상학적 총체성에 대한 요구를 지닌 대담한 종합을 분명하게 드러낸다. 그 요구 속에서 예술은 최고의 인식기관으로 발전한다. 어쨌든 자율적으로 "모든 관계들이 중단되는" 예술 작품은 자연 전체를 반영한다. 라이프치히의 단자론과 "역동적으로 작용하는 힘vis activa"이라는 개념에서 유래된 이 생각이 이제 막 생성되기 시작한 (비록 모리츠가 그런 용어를 사용한 것은 아니지만) 고전주의 상징 미학을 두드러지게 만들었다. 수용적인 감수성과 생산적인 구성력(미의 구성에서 상보적인 과정)은 논리적 학문 능력과 마찬가지로 "역동적으로 작용하는 힘"의 한 측면일 뿐이다. 그 힘 속에서 모리츠는 아폴로적인 것과 디오니소스적인 것의 이중성을 초기 형태를 만들어내면서 생산적으로 만들어 내는 현실의 모든 힘과 파괴하고 해체시키는 역동적 원칙을 만들어낸다.
상징 사고는 신들에 관한 이론 혹은 고대인들의 신화적 해석(1791년)의 중심 사상을 이룬다. 모리츠는 그리스 신화를 미학적으로, 다시 말해 세계를 표현하고, 세계를 만들어내는 자율적인 구상력의 산물로, 낡은 역사적 수단으로도 이성주의적 우의적 해석의 수단으로도 적절하게 파악될 수 없는 "환상의 언어"로 파악한다. 그것으로써 모리츠는 신화에 대한 현대적 견해를 선취한다. 독일 음조론에 관한 시론(1786년)은 응용미학의 영역에 속한다. 모리츠는 이 저서에서 처음으로 숫자를 통해서 드러나는 그리스 시문과 강약을 나타내는 독일어 시문 사이의 운율과 관계된 원칙적인 차이점을 구별하고 그것을 통해서 독일어의 독자성을 내세운다. 독일어 시는 강과 약의 교차에 근거를 두고 있다, 반면에 그리스 시 운율은 장단을 측정한다. 이 시론의 자극을 받아서 괴테는 이피게니아를 운문으로 썼다.

## 수용
미학 이론, 신화 그리고 시 문학을 모리츠가 극단적으로 혁신한 것이 고전주의 자율성과 낭만주의 근본 미학의 근거를 형성한다. 괴테, 쉴러, 슐레겔 형제, 장 파울 등등은 직간접적으로 그와 연관되어 있다. 생의 마지막 몇 년 동안의 성공과 영향이 상당했지만, 그 영향은 19세기가 진행되는 동안 급속히 사라져 버렸다. 19세기 모리츠는 (신들에 관한 이론을 제외하고) 소수의 전문가들에게만 알려져 있었다. 1887년 딜타이가 문학적, 인문학적 재발견을 선도했으며, 전 세기의 마지막 수 십 년 동안 안톤 라이저의 새로운 인기에 자극을 받은 광범위한 독자 대중이 그 같은 발견의 뒤를 따랐다.

## 문헌목록

### 저서
- Schriften zur Ästhetik und Poetik. Kritische Ausgabe, hg. Von H. J. Schrimpf, Tübingen 1962 (darin u. a.: Versuch einer Vereinigung aller schönen Künste und Wissenschaften unter dem Begriff des in sich selbst vollendenten, 1785; Versuch einer deutschen Prosodie, 1786; Über die bildende Nachahmung des Schönen, 1788; Die Signatur des Schönen 1788;Götterlehre oder mythologische Dichtungen der Alten, 1791; Anthousa oder Roms Alterthümer; Reisen eines Deutschen in Italien in den Jahren 1786-1788, 1792/93; Die metaphysische Schönheitslinie, 1793; Vorbegriffe zu einer Theorie der Ornamente, 1793; Vorlesungen über den Styl, 1793). Werke in drei Bden., hg. Von H. Günther, Frankfurt am Main 1981. Beiträge zur Ästhetik, hg. Von H. J. Schrimpf/ H. Adler, Mainz 1989

### 참고 문헌
- B. A. Sörensen, Symbol und Symbolismus in den ästhetischen Theorien des 18. Jahrhunderts und der deutschen Romantik, Kopenhagen 1963.
- T. P. Saine, Die ästhetische Theodizee. K. P. Moritz und die Philosophie des 18. Jahrhunderts, München 1971.
- P. Szondi, Poetik und Geschichtsphilosophie I, Frankfurt am Main 1974.
- T. Todorov, Théories du symbole, Paris 1977. H. J. Schrimpf, K. P. Moritz, Stuttgart 1980.
- P. Rau, Identitätserinnerung und ästhetische Rekonstruktion. Studien zum Werk von K. P. Moritz, Frankfurt am Main 1983.
- R. Bezold, Popularphilosophie und Erfahrungsseelenkunde im Werk von K. P. Moritz, Würzburg 1984.
- A. Allkempfer, Ästhetische Lösungen. Studien zu K. P. Moritz, München 1990. H. L. Arnold(Hg.), K. P. Moritz, München 1993.
- S. M. Schneider, Das Ornament als Reflexionsfigur einer Kunsttheorie am Beginn der Moderne. K. P. Moritz' 'Vorbegriff zu einer Theorie der Ornamente", in: H. Tausch(Hg.), Historismus und Moderne, Würzburg 1996, S. 19-40.

### 한국어로 번역된 저서들
칼 필리프 모리츠, 장희권 옮김: 안톤 라이저, 서울(문학과지성사) 2003.